# Zelenika
Zelenika es una localidad de Montenegro perteneciente al municipio de Herceg Novi en el suroeste del país.
En 2011 tenía una población de 1431 habitantes, de los cuales 771 son serbios y 495 montenegrinos.
Se ubica en la costa de las bocas de Kotor en la periferia oriental de la capital municipal Herceg Novi, en la salida de la ciudad por la carretera E65.

## Demografía
La localidad ha tenido la siguiente evolución demográfica:
| Gráfica de evolución demográfica de Zelenika entre 1948 y 2003 |
|                                                                |